# Simmoria
La simmoria (in greco antico: συμμορία?, symmoría) nell'Atene del IV secolo a.C. era un gruppo di cittadini facoltosi aggregati allo scopo della tassazione.

## Symmorie fiscali
Le symmorie vennero istituite per la prima volta dall'arconte eponimo di Nausinikos (378-377 a.C.), quando i cittadini ateniesi facoltosi, che erano soggetti alla tassazione nota come eisphora, vennero riuniti in gruppi. Le nuove regole vennero stabilite probabilmente in occasione della fondazione del Secondo impero ateniese e della guerra Tebe-Sparta che ebbe inizio in quell'anno.
Il numero delle symmorie è controverso, specialmente alla luce delle successive symmorie navali, ma 100 sono quelle menzionate da Clidemo, e il numero sembra coincidere con altri elementi del sistema fiscale ateniese. Si conviene normalmente che le symmorie costituivano unità di pressoché uguale valore, in modo che i componenti pagassero tasse della stessa entità. A causa degli inevitabili ritardi nel pagamento delle tasse da un così elevato numero di soggetti, subito dopo il 360 a.C., venne introdotta la proeisphora, mediante la quale i tre più ricchi del gruppo, il hegemon (ἠγεμῶν, "capo") o protos (πρῶτος, "primo"), che dava il nome alla symmoria, il deuteros (δεύτερος, "secondo") e il tritos (τρίτος, "terzo") di ogni symmoria anticipavano le somme per gli altri componenti del gruppo. Ogni symmoria aveva un diagrapheus (διαγραφεύς), responsabile che teneva e aggiornava il registro del gruppo (diagramma, διάγραμμα). Essi rispondevano ai dieci strateghi, che erano i responsabili delle symmorie.
I meteci erano raggruppati in symmorie uniformi (metikoikai symmoriai, μετικοικαὶ συμμορίαι). Ognuna di esse era capeggiata da un tesoriere (tamias, ταμίας), e gli ufficiali delle tasse, anch'essi appartenenti ai meteci, erano chiamati epigrapheis (ἐπιγραφεῖς).

## Symmorie navali
Tra i più pesanti oneri finanziari sostenuti dalle classi ricche di Atene vi era la trierarchia, vale a dire l'obbligo (liturgia) dei ricchi ateniesi di equipaggiare (e comandare) una triremi per un anno. Già dagli ultimi anni del V secolo a.C., nel tentativo di alleviare il peso, era stata introdotta la (co-triarchia), secondo la quale la spesa veniva condivisa da due cittadini Dalla metà del IV secolo a.C., comunque, il sistema della triarchia divenne poco funzionale, non da ultimo a causa della crescente riluttanza delle classi benestanti di contribuire con tempo e denaro all'operazione. Di conseguenza, nel 358/357 o 357/356 a.C., un cittadino chiamato Periandro estese il sistema delle simmorie alla tetrarchia: un elenco di 1 200 cittadini più ricchi (i synteleis, "collaboratori congiunti"), che erano responsabili della tetrarchia, vennero raggruppati in una ventina di simmorie di sessanta uomini ciascuna.
L'oratore Demostene, nel suo discorso Sulle simmorie del 354 a.C. propose di riformare ulteriormente il sistema, ma ciò non avvenne prima del 340 a.C.. Egli propose anche di estendere le simmorie alle liturgie dei Giochi panatenaici e delle Dionisie.
Negli anni 330 e 320 a.C., a uno dei dieci strateghi di Atene venne dato l'incarico di occuparsi delle simmorie, e venne chiamato strategos epi tas symmorias.

## Altri impieghi
Il termine venne usato anche nell'ultimo periodo ellenistico a Teo e durante l'Impero Romano a Nysa come termine per indicare una corporazione privata o pubblica o una suddivisione di una phyle.